# Спуньгени
Спуньгени (Спуньгены; латыш. Spuņģēni) — населённый пункт в Крустпилсском крае Латвии. Административный центр Крустпилсской волости. Находится у автодороги A6. Расстояние до города Екабпилс составляет около 2,2 км. По данным на 2016 год, в населённом пункте проживало 207 человек.

## История
В советское время населённый пункт был центром Крустпилсского сельсовета Екабпилсского района. В селе располагалась центральная усадьба колхоза «Ленина карогс».